# 弘文洞跡
弘文洞跡（こうぶんどうあと）は、千葉県夷隅郡大多喜町にある、夕木川（養老川水系の支流）を川廻しした際に造られた隧道の跡である。

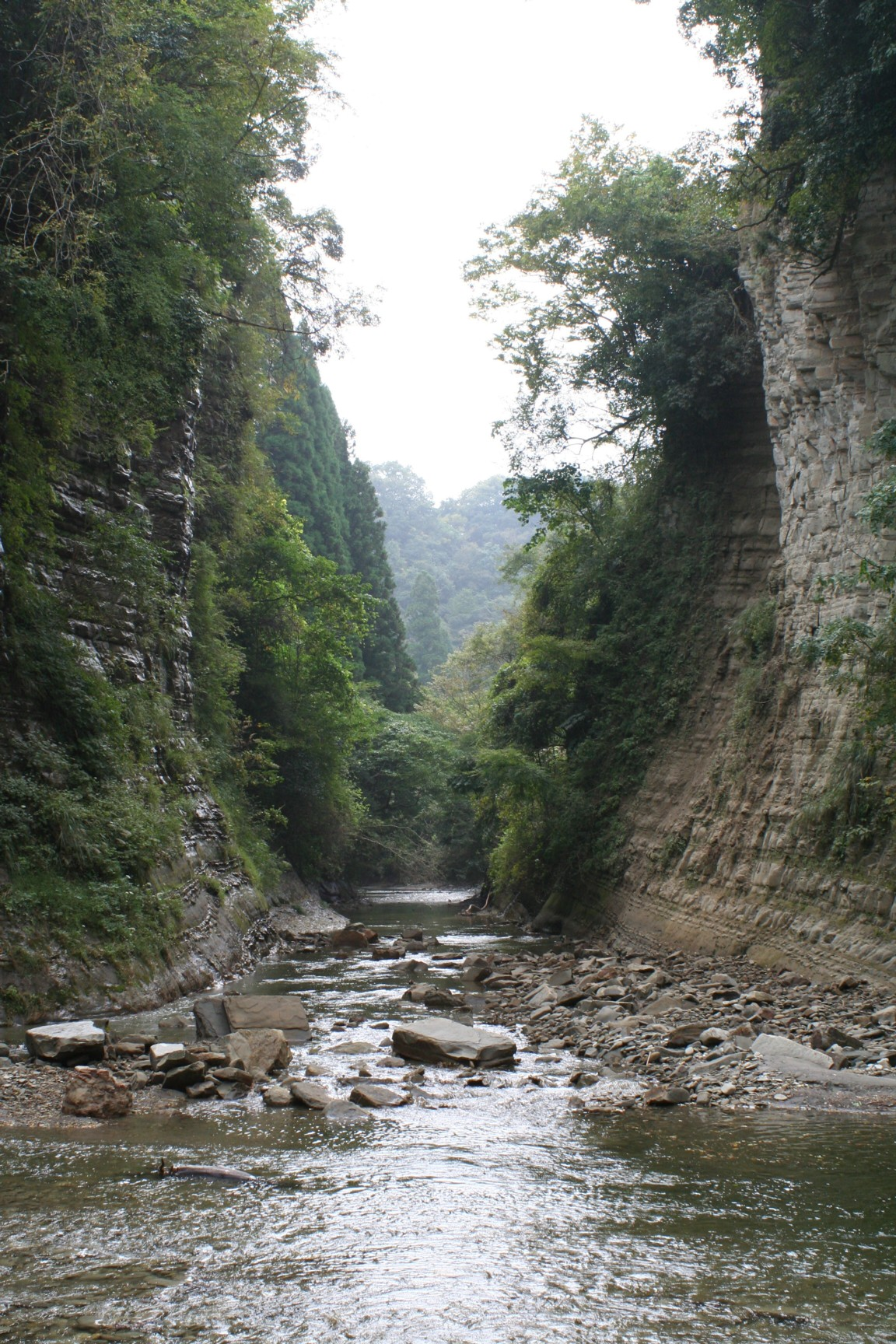
弘文洞跡

## 地理
弘文洞跡は養老川水系の支流である夕木川（別名・蕪来川）と養老川本流の合流地点の大多喜町小田代および葛藤にあり、養老渓谷においての観光名所となっている。
共栄橋（葛藤駐車場）付近から養老川沿いに設けられた1.2キロメートルの中瀬遊歩道が整備されており、遊歩道沿いに位置する。

## 歴史
弘文洞は、明治初期頃に耕地を開拓するため、養老川水系の支流である夕木川（別名・蕪来川）蕪来川を川廻し（河川曲流短絡工事）し、河川の直線化を行った際に造られた隧道（トンネル）である。以前は隧道の上部がつながって道が通っていて（古い地形図などで確認できる）、景勝地や釣りの名所として紹介されていたが、1979年（昭和54年）5月24日の未明に突如上部が崩落し、現在の姿となった今も独特の風景を作り出している。
弘文天皇と十市皇女にゆかりの深い高塚や筒森神社の傍を流れ本流にそそぐ合流点にあることから「弘文洞」と命名されたとされている。

## アクセス
- 公共交通機関
  - 小湊鉄道線 養老渓谷駅、小湊バスにて「弘文洞入口」下車、中瀬遊歩道沿い
- 自動車
  - 首都圏中央連絡自動車道（圏央道）市原鶴舞インターチェンジ（最寄りインターチェンジ）
  - 千葉県道81号市原天津小湊線
  - 駐車場有（葛藤駐車場）